# Új területek
Az Új területek Hongkong legnagyobb területű régiója. Legmagasabb pontja a 957 méter magas Tájmouszán (Daai mou saan).

## Látnivalói
Itt található többek között a Máván (Maa Waan) Park (馬灣公園), ahol Noé bárkájának élethű mása áll. Ebben a városrészben találhatóak a város legrégebbi települései és templomai is. A Hong Kong Wetland Park a ökoturizmus központja, az északkeleti részen pedig a National Geoparkban Hongkong sziklás-hegyes területeit lehet bejárni. A Száthín (Saa Tin) Lóversenypálya 83 000 néző befogadására alkalmas, a versenyszezon szeptembertől júniusig tart.